# Aftasidi
Gli Aftasidi (in arabo ﺑﻨﻮ الأفطس‎?, Banū al-Afṭas) furono una dinastia berbera che regnò sulla Ta'ifa di Badajoz in al-Andalus (Spagna islamica).

## Origini
Gli Aftasidi erano berberi Miknasa. I Miknasa erano una grande tribù di berberi Zanata originari dal Maghreb. Questa tribù prese parte alla conquista islamica della penisola iberica dell'VIII secolo.

## Storia
Quando il Califfato di Cordova si frammentò in vari regni (chiamati Ṭāʾifa), il mercenario berbero ʿAbd Allāh ibn Muḥammad ibn Maslama ibn al-Afṭas (1022-1045) prese il controllo della città di Badajoz, dopo la morte del suo signore Sābūr al-Khaṭīb, uno schiavo slavo, in precedenza al servizio del califfo al-Ḥakam II, che si era proclamato governatore indipendente di Badajoz nel 1009. Ibn al-Afṭas governò una vasta parte della regione detta Gharb al-Andalus (la regione occidentale di al-Andalus), dal fiume Duero fino al sud del fiume Tago, istituendo la Ṭāʾifa di Badajoz. Ibn al-Afṭas morì nel 1045.
Sotto i successori di Ibn al-Afṭas, Muhammad ibn Abd Allah al-Muzaffar (1045-1065) e i suoi due figli ʿUmar b. Muḥammad al-Mutawakkil (1065-1094) e Yaḥyā b. Muḥammad al-Manṣūr (1065-1072), la Ṭāʾifa di Badajoz divenne anche un importante centro culturale e commerciale. Nel 1055 però la Ṭāʾifa di Badajoz fu costretta a pagare tributi ai regni cristiani del nord, perdendo parti significative del proprio territorio. Anche gli Abbadidi della Ta'ifa di Siviglia conquistarono parti del territorio degli Aftasidi. Nel 1094 il regno fu annesso all'impero almoravide. Badajoz venne conquistata verso la fine del 1095 dal generale almoravide Abū Bakr, sostenuto dagli abitanti della città, che erano stufi delle pesanti tasse imposte dall'emiro ʿUmar b. Muḥammad al-Mutawakkil.
Al-Mutawakkil e due dei suoi figli, al-Faḍl e Saʿd, furono fatti prigionieri e inviati a Siviglia, venendo assassinati prima del loro arrivo nella città. Un altro figlio di al-Mutawakkil, al-Manṣūr, fuggì e si asserragliò per un po' di tempo nel castello di Montanchez, nell'attuale provincia di Cáceres, e, infine, con i suoi seguaci, raggiunse i domini di Alfonso VI di Castiglia, dove si convertì al Cristianesimo.

## Emiri Aftasidi
- ʿAbd Allāh b. al-Afṭas (1022-1045)
- Muḥammad ibn ʿAbd Allāh al-Muzaffar (1045-1068)
- Yaḥyā ibn Muḥammad al-Manṣūr (1068)
- ʿUmar b. Muḥammad al-Mutawakkil (1068-1094), assassinato nel 1094 o nel 1095[3]